# Aydın İbrahimov
Aydın İbrahimov (Gəncə, 1938. szeptember 17. – Baku, 2021. szeptember 2.) olimpiai bronzérmes, világ- és Európa-bajnok szovjet válogatott azeri birkózó, edző.

## Pályafutása
Szabadfogás légsúlyban versenyzett. Első nemzetközi versenye az 1962-es toledói világbajnokság volt, ahol kiesett. A következő évben a szófiai világbajnokságon első lett, így 
esélyesként indult az 1964-es tokiói olimpián, ahol
végül bronzérmet szerzett a japán Uetake Jódzsiró és a török Hüseyin Akbaş mögött.
Utolsó nemzetközi versenye az 1966-os karlsruhei Európa-bajnokság volt, ahol aranyérmes lett.
A szovjet bajnokságban egy-egy arany-, ezüst és két bronzérmet szerzett. Visszavonulása után birkózóedzőként dolgozott.

## Sikerei, díjai
- Olimpiai játékok – szabadfogás, 57 kg
  - bronzérmes: 1964, Tokió
- Világbajnokság – szabadfogás, 57 kg
  - aranyérmes: 1963
- Európa-bajnokság
  - aranyérmes: 1966
- Szovjet bajnokság – szabadfogás, 57 kg
  - bajnok: 1964
  - 2.: 1963
  - 3.: 1960, 1967